# Jayhawkers
Pour les articles homonymes, voir Bushwhacker.
Jayhawkers (plus rarement Red legs ou Bushwhacker) est un surnom donné aux membres de bandes de brigands qui ont commis leurs méfaits dans le Kansas et le Missouri de la seconde partie du XIXe siècle, avant et pendant la Guerre de Sécession.
Bushwhacker est un surnom équivalent, mais attribué à d'autres malfaiteurs, se réclamant plutôt des thèses sudistes, proesclavagistes, tandis que les premiers se réclamaient plutôt des thèses nordistes, anti-esclavagistes.
Le terme jayhawker a survécu jusqu'au XXIe siècle. Mais avec une connotation plus positive, désignant un bien ou une personne originaire du Kansas.

## Origine du mot
Son origine est incertaine. Il ferait référence à un oiseau mythique, croisement de Geai bleu (Cyanocitta cristata, en anglais : Jay) et de Crécerelle d'Amérique (Falco sparverius, en anglais : Sparrow Hawk), en associant le côté tapageur de l'un au côté prédateur de l'autre.
D'autres sources attribuent sa création à tel ou tel personnage nommément désigné, mais toujours dans la région du Kansas.

## Lesjayhawkers

Répartition des États où l'esclavage était autorisé, entre 1789 et 1861.

L'épithète va trouver son emploi dans les guerres locales qui vont suivre la création de l'État du Kansas, en 1854.
Dès sa création, la question va se poser de savoir si le nouvel État sera rangé dans le camp des esclavagistes ou non. C'est-à-dire que tous les immigrants venant s'y installer auront le droit de vote ou non. Pour certains, tous les moyens seront bons pour imposer leurs vues. Ce seront eux qui seront nommés « jayhawkers ». Plus précisément, ceux qui se réclameront "anti-esclavagistes". Ceux qui agiront de même mais en se réclamant partisans de l'esclavagisme auront droit à d'autres épithètes, comme Bushwhackers.
Mais, quel que soit leur camp, ils n'agiront pas mieux que le criminel le plus décidé.
En 1863, un journaliste du True Republican and Sentinel de Sycamore (journal de l'Illinois), C.M. Chase, définit ainsi les différents groupes agissant au Kansas et au Missouri : « Un jayhawker est un Unioniste qui vole, incendie et assassine uniquement les rebelles qui ont pris les armes contre le gouvernement. Un  redleg est un jayhawker portant des leggings (grandes guêtres rouges). Un redleg est, plus encore que le jayhawker ou le bushwhacker, considéré purement et simplement comme un voleur et un meurtrier. Le bushwhacker est un jayhawker rebelle qui s'attaque, en bande, aux biens et aux personnes des citoyens de l'Union. Pareillement sans loi, ils rapinent sans discernement. Leurs méfaits, à moins qu'ils ne soient rapidement mis hors d'état de nuire, ne peuvent aboutir qu'à un système de banditisme de grand chemin sans équivalent dans aucun pays. Ce genre de vie perturbe l'esprit, détruit le sens moral, crée une soif de sauvagerie qui, la paix revenue, ne saura s'étancher que dans le grand banditisme ».
William Frederick Cody, plus connu sous son pseudonyme de Buffalo Bill, fit partie, pendant un temps, d'une bande de jayhawkers avant d'intégrer le 7e Kansas (dont les cavaliers s'étaient attribués le surnom de "Jennison jayhawkers", en référence au nom de leur commandant).

## Leurs actions

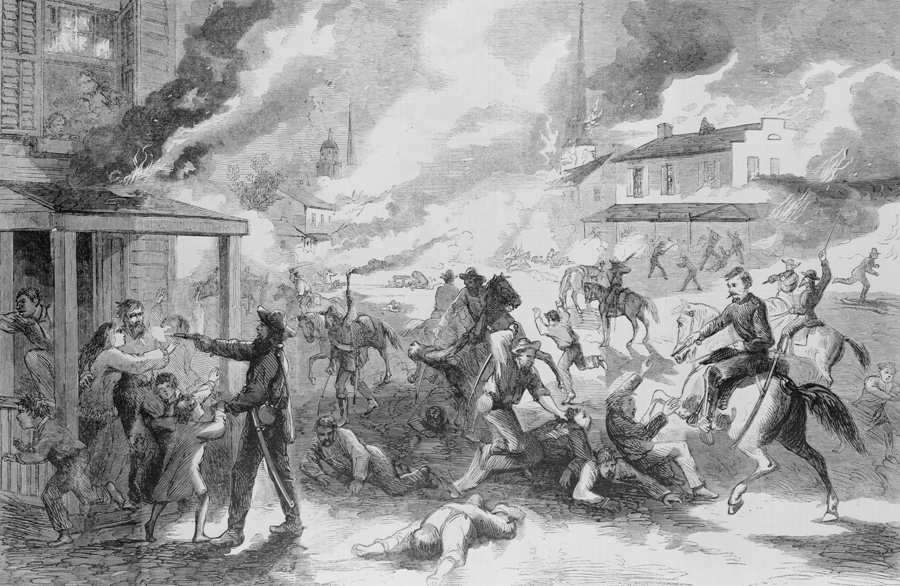
Le saccage de Lawrence.

L'activité de ces bandes consistait, pour les uns, à libérer des esclaves et tuer leurs propriétaires; pour les autres, à éliminer les sympathisants nordistes ou les partisans de l'abolition de l'esclavage. Accessoirement, à se procurer chevaux et ravitaillement auprès des habitants les plus proches. Leurs actions se déroulaient autant sur le territoire du Kansas que sur celui des États voisins, notamment le Missouri.
Dans la période précédant la guerre de Sécession, ils servirent également à perturber les élections pour favoriser les candidats de leur bord. C'est à leur action qu'est attribuée l'élection, le 30 mars 1855, au Kansas, d'une assemblée à majorité pro-esclavagiste.
Parmi les plus importantes actions de ces bandes, on trouve, le 23 septembre 1861, l'expédition contre la ville d'Osceola (Missouri), brûlée, pillée, avec le meurtre d'au moins 9 de ses habitants. Dans ce cas, ce sont des « anti-esclavagistes » qui opèrent. Le sac d'Osceola a donné lieu à un roman, qui, lui-même, a inspiré le film Josey Wales hors-la-loi, réalisé et interprété par Clint Eastwood.
Le 21 août 1863, c'est la ville pro-Union de Lawrence au Kansas, qui est la cible d'une bande de bushwhackers menée par William Quantrill. Le quart de la ville est incendié, les magasins pillés et plus de 180 habitants assassinés. La cible principale du raid était James H. Lane, sénateur, mais aussi le jayhawker qui avait dirigé le sac d'Osceola en 1861. Il échappera cependant à William Quantrill. Ce drame est représenté dans le film d'Ang Lee Chevauchée avec le diable.
Un certain nombre de jayhawkers furent incorporés dans des unités de l'armée régulière pendant la guerre de Sécession. Ce sera le cas, entre autres des 3e, 4e, 5e et 7e régiments de cavalerie des volontaires du Kansas. Mais ce passage sous l'uniforme ne changera rien à leurs méthodes de brigandage.
Le nom de redlegs sera également donné aux jayhawkers ayant refusé de servir sous l'uniforme.

## La survivance actuelle du terme
L'épithète a fini par trouver une connotation positive. Il est devenu un surnom pour désigner un bien ou une personne originaire du Kansas, souvent abrégé en jayhawk, de nos jours.
Les équipes sportives de l'Université du Kansas ont pris le nom de Jayhawks du Kansas.
Un type d'hélicoptère, utilisé, entre autres, par les Coast Guards US a été baptisé Jayhaw, le Sikorsky HH-60J.
Un groupe de hooligans du Millwall FC en Angleterre se nomme les Bushwhackers.

## Sources
- (en) Cet article est partiellement ou en totalité issu de l’article de Wikipédia en anglais intitulé « Jayhawker » (voir la liste des auteurs).

- (en) Cet article est partiellement ou en totalité issu de l’article de Wikipédia en anglais intitulé « Border Ruffian » (voir la liste des auteurs).
- Donald L Gilmore, Civil War on the Missouri-Kansas border, 2005, Pelican Publishing Company,  (ISBN 978-1-58980-329-9), pages 157-158.